# Pongolania chrysionaria
Pongolania chrysionaria är en spindelart som beskrevs av Griswold 1990. Pongolania chrysionaria ingår i släktet Pongolania och familjen Phyxelididae. Inga underarter finns listade i Catalogue of Life.